# Alexander August Wilhelm von Pape

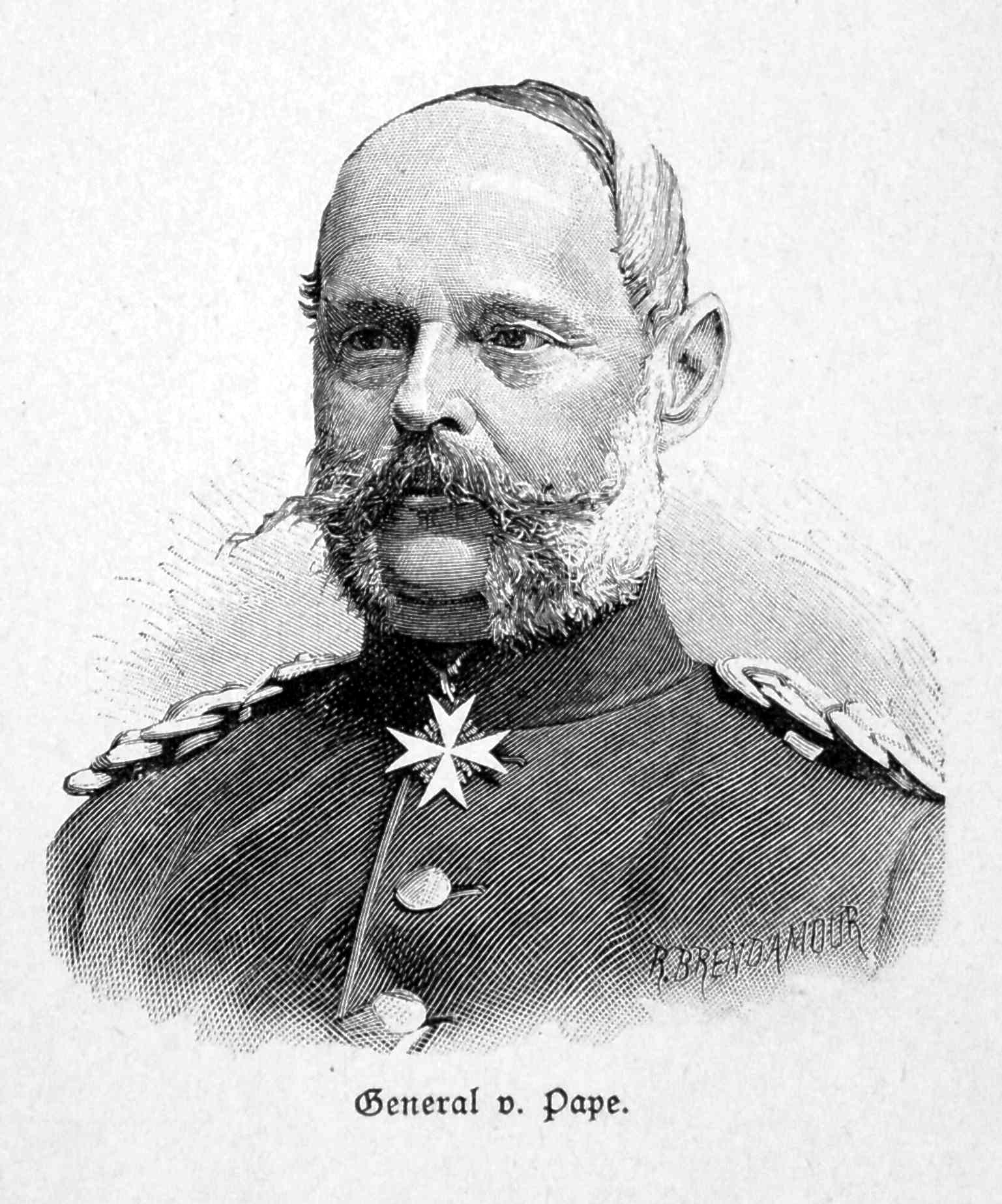
Alexander August Wilhelm von Pape.

Alexander August Wilhelm von Pape, född den 2 februari 1813 i Berlin, död där den 7 maj 1895, var en preussisk militär.
von Pape kom i krigstjänst 1830 vid 2:a gardesregementet till fot och steg där i graderna, så att han 1863 blev chef för regementet. I denna egenskap deltog han i kriget 1866, blev därefter generalmajor och brigadchef och var i kriget 1870 generallöjtnant och chef för 1:a gardesdivisionen. År 1880 blev von Pape general och chef för V:e armékåren, vilken han 1883 utbytte mot III:e och 1884 mot gardeskåren, i spetsen för vilken han stod till 1888, då han vid 75 års ålder som generaloberst (med fältmarskalks rang) blev guvernör i Berlin.